# Springerichthys bapturus
Springerichthys bapturus és una espècie de peix de la família dels tripterígids i de l'ordre dels perciformes.

## Morfologia
- Els mascles poden assolir 6,5 cm de longitud total.[1][2]

## Alimentació
Menja algues.

## Hàbitat
És un peix marí, de clima temperat i demersal.

## Distribució geogràfica
Es troba al sud del Japó i a Corea del Sud.

## Observacions
És inofensiu per als humans.